# فريدي رودريغيز (لاعب كرة قاعدة)
فريدي رودريغيز هو لاعب كرة قاعدة كوبي، ولد في 29 أبريل 1924 في هافانا في كوبا، وتوفي في 11 يونيو 2009 في ميامي في الولايات المتحدة.

## وصلات خارجية
- فريدي رودريغيز على موقع دوري كرة القاعدة الرئيسي (الإنجليزية)
- فريدي رودريغيز على موقعبيزبول رفرنس.كوم (الدوري الرئيسي) (الإنجليزية)
- فريدي رودريغيز على موقعبيزبول رفرنس.كوم (الدوري الثانوي) (الإنجليزية)